# Sukahaji (Tegal Waru)
Sukahaji is een bestuurslaag in het regentschap Purwakarta van de provincie West-Java, Indonesië. Sukahaji telt 2545 inwoners (volkstelling 2010).